# 金子彩花
金子彩花（日语：／ Kaneko Sayaka，4月13日—）是日本的女性聲優，埼玉縣出身。隸屬於大澤事務所。

## 人物
曾經就讀修曼學院澀谷校夜間、週末講座與營養系大學。後來經過甄選後加入大澤事務所。

## 演出作品
※粗體字為主要角色。

### 電視動畫
2016年
- 只有我不存在的城市（中西彩）
- 少女們向荒野進發（女僕長、喫茶店的店員、店員）
- 文豪Stray Dogs（女子）
- 高校艦隊（廣田空[4]）
- 半田君傳說（女學生A）
- 超心動！文藝復興（小學時代的帝歌）

2017年
- 偶像時間星光樂園（愛子、風紀委員、女學生、杉、女孩子、夢少女）
- 重啟咲良田（惠）
- 龍族拼圖X（學生）

2018年
- 比宇宙更遠的地方（女學生、田徑社員）
- Slow Start（島田美彌子）
- 童話魔法使（摩莉）
- 齊木楠雄的災難 第2期（女學生B）
- 妖怪旅館營業中（寧寧[5]）
- 高分少女（女學生A）

2019年
- 輝夜姬想讓人告白～天才們的戀愛頭腦戰～（女學生A）
- 魔法水果籃（學生會成員）
- 超人高中生們即便在異世界也能從容生存！（一条葵[6]）
- 天華百劍 ～歡迎來到銘治館！～（拔丸）

2020年
- 籃球少年王（畫廊女子、女學生）
- 白貓 Project ZERO CHRONICLE（白魔導士、少女、白魔導士B）
- 魔法水果籃 第2期（學生會成員）
- 黃金神威（少女團團員）
- 請問您今天要來點兔子嗎？BLOOM（女孩子）

2021年
- 弱角友崎同學（紺野繪里香）
- 演劇偶像（劇團員）
- 魔法科高中的優等生（清水綾香）
- 陰陽眼見子（女性好友B）
- 精靈幻想記（羅安娜·芳廷）
- 堀與宮村（女高中生）

2022年
- 戀愛要在世界征服後（カタパルトスネーク、死亡美的下階妹）
- RPG不動產（兔月）
- 社畜想被幼女幽靈療癒。（小魂）
- 我想成為影之強者！（女学生）

2024年
- 精靈幻想記2（罗安娜·芳廷〈回想〉）

### OVA
2017年
- 高校艦隊（廣田空）

### 遊戲
2016年
- 菲莉絲的鍊金工房～不可思議旅的鍊金術士～（伊爾梅莉亞·馮·萊茵韋伯[7]）

2017年
- 塗鴉大亂鬥（卡琳）
- 天華百劍-斬-（抜丸）
- StraStella（拉赫）
- 練愛球園（藍墨漆）
- period zero（舞姬菲雅菲爾德）
- 莉迪&蘇瑞的鍊金工房～不可思議繪畫的鍊金術士～（伊爾梅莉亞·馮·萊茵韋伯）

2018年
- 料理次元（中華涼粉、凱撒沙拉、蘇格蘭蛋）
- 塗鴉大亂鬥（偽装的卡琳）
- 刀劍神域 奪命凶彈

2019年
- 閃耀幻想曲（飯野水葉）[8]

2021年
- LOOPERS （美亞）[9]

2022年
- 緋染天空 Heaven Burns Red（大島二以奈）

### 其他
- 藝人聲優發掘甄選節目「聲優 Debut GATE」 第3回甄選[10]

## 外部連結
- 事務所官方簡歷 （页面存档备份，存于）（日語）